# Luís Pérez Companc
Luís Pérez Companc, född 2 januari 1972 i Buenos Aires är en argentinsk rally- och racerförare.